# Inter caetera
Inter caetera je papeška bula, ki jo je napisal papež Aleksander VI. 4. maja 1493.
S to bulo je papež podelil Španiji vse dežele, ki ležijo 100 lig (418 km) zahodno in južno od poldnevnika, zahodno od Azorov in Zelenortskih otokov, na 36°8'W.